# Remdesivir
El remdesivir és un nou fàrmac antiviral de la companyia Gilead Sciences, de la classe dels anàlegs dels nucleòtids, específicament un anàleg d'adenosina, que interfereix en la replicació de l'ARN. Se'n n'estudia la utilitat per la COVID-19. Estudis in vitro van trobar activitat antiviral contra alguns virus de l'ARN com els coronavirus (inclosos els virus MERS i SARS).
S'administra per via endovenosa.

## Història
El remdesivir es va desenvolupar originalment per tractar la malaltia pel virus de l'Ebola i les infeccions per virus de Marburg, però va resultar poc efectiu contra aquestes infeccions víriques.
S'hi fan proves com a tractament específic per la COVID-19, i ha estat autoritzat per la Food and Drug Administration (FDA) dels Estats Units per a tractament d'urgència per als hospitalitzats greus amb aquesta malaltia.
Gilead va cercar i obtenir l'estatus de fàrmac orfe per a remdesivir de l'FDA el 23 de març del 2020. Aquesta disposició està destinada a fomentar el desenvolupament de fàrmacs que afectin menys de 200.000 nord-americans. Això atorga drets de monopoli legal reforçats i ampliats al fabricant, juntament amb les renúncies a impostos i taxes governamentals. Remdesivir és un candidat a tractar la COVID-19; quan es va atorgar l'estatus, menys de 200.000 nord-americans tenien la COVID-19, però els nombres s'enfilaven ràpidament a mesura que la pandèmia de COVID-19 arribava als Estats Units, i aviat va passar el llindar dels 200.000. Remdesivir va ser desenvolupat per Gilead amb més de 79 milions de dòlars en finançament del govern dels Estats Units. Després d'afrontar fortes reaccions, Gilead va abandonar l'estatus de fàrmac orfe pel remdesivir el 25 de març. Gilead conserva les patents de vint anys de remdesivir a més de setanta països.